# Mitogen
Et mitogen er et kemisk stof, normalt et protein, der inducerer en celle til at begynde celledeling, mitose. Mitogenese er induktion (dvs. start) af mitose, typisk via et mitogen. Virkningsmekanismen af et mitogen er, at det udløser en signaltransduktion, dvs. en kaskade af molekylære enzymatiske reaktioner involverende bl.a. mitogenaktiveret proteinkinase (MAPK), hvilket fører til genaktivitet, proteinbiosyntese og mitose.
Mitogener kan enten være endogene eller eksogene faktorer.

## Endogene mitogener
Endogene mitogener er organismens egne molekyler til kontrol af celledeling, og de endogene mitogener er en nødvendig del af den normale livscyklus hos multicellulære organismer.
Nogle vækstfaktorer som vaskulær endothel vækstfaktor (VEGF) er virker direkte som mitogener ved induktion af cellereplikation.
Andre vækstfaktorer virker i stedet indirekte ved at udløse andre mitogener.

## Eksogene mitogener
Nogle mikrobielle og plantestoffer virker som mitogener.
Det gælder specielt de såkaldte “superantigener”, dvs. mikrobielle toksiner, der er de mest potente mitogener for T-celler, der kendes.
Det gælder også for nogle lektiner:
- Concanavalin A (ConA) (mitogen for T-celler)
- Phythämagglutinin (PHA) (mitogen for T-celler)
- Pokeweed-Mitogen (PWM ) (mitogen for B- og T-celler)

Det gælder også for Lipopolysaccharid, LPS fra Gram-negative bakteriers cellevæg.